# 애수의 하모니카
"애수의 하모니카"(The Harmonica Of Grief)는 한국에서 제작된 김수희 감독의 1994년 드라마, 멜로/로맨스 영화이다. 김병세 등이 주연으로 출연하였다.

## 출연

### 주연
- 김병세
- 고정민

### 조연
- 오진혁
- 남궁훈
- 김정철
- 이영옥

## 기타
- 총진행: 이정권
- Line PD: 김영
- 제작실장: 이경화
- 조연출: 한석환
- 스크립터: 김낙훈
- 녹음: 강대성
- 효과: 양대호